# Skarszyny (Broniszowice)
Skarszyny – część wsi Broniszowice w Polsce, położona w województwie świętokrzyskim, w powiecie ostrowieckim, w gminie Bodzechów.
W latach 1975–1998 Skarszyny administracyjnie należały do województwa kieleckiego.
W Skarszyńskim wąwozie znajduje się stanowisko paleontologiczne. W skałach powstałych około 210 mln lat temu odnaleziono tam tropy wielkich roślinożernych prozauropodów, ślady zostały zostawione najprawdopodobniej przez plateozaura. Pośród innych znalezisk wymienić można tropy Chirotheriidae, drapieżnych przedstawicieli z ichnorodzaju Grallator isp. i Anchisauripus isp. oraz fragmentarycznie zachowane tropy należące prawdopodobnie do innych wczesnych dinozaurów.